# Liste der Bodendenkmäler in Rieden (Oberpfalz)
Auf dieser Seite sind die Bodendenkmäler in dem Oberpfälzer Markt Rieden zusammengestellt. Diese Tabelle ist eine Teilliste der Liste der Bodendenkmäler in Bayern. Grundlage ist die Bayerische Denkmalliste, die auf Basis des Bayerischen Denkmalschutzgesetzes vom 1. Oktober 1973 erstmals erstellt wurde und seither durch das Bayerische Landesamt für Denkmalpflege geführt wird. Die folgenden Angaben ersetzen nicht die rechtsverbindliche Auskunft der Denkmalschutzbehörde.

## Bodendenkmäler in Rieden
| Lage                          | Objekt | Akten-Nr.     | Bild |
| ----------------------------- | --- | ------------- | ---- |
| Rieden (Oberpfalz) (Standort) | Vorgeschichtlicher Bestattungsplatz mit mindestens einem Grabhügel. | D-3-6637-0026 |      |
| Rieden (Oberpfalz) (Standort) | Vorgeschichtlicher Bestattungsplatz mit mindestens acht Grabhügeln. | D-3-6637-0028 |      |
| Rieden (Oberpfalz) (Standort) | Vorgeschichtlicher Bestattungsplatz mit mindestens einem Grabhügel. | D-3-6637-0029 |      |
| Rieden (Oberpfalz) (Standort) | Hofwüstung des Mittelalters oder der frühen Neuzeit. | D-3-6637-0030 |      |
| Rieden (Oberpfalz) (Standort) | Vorgeschichtliche Abschnittsbefestigung, mittelalterlicher Burgstall, mesolithische Freilandstation, Siedlungen der Jungsteinzeit und der Urnenfelderzeit. | D-3-6637-0031 |      |
| Rieden (Oberpfalz) (Standort) | Bronzezeitlicher Bestattungsplatz mit mindestens fünf Grabhügeln, steinzeitliche Siedlung. | D-3-6637-0032 |      |
| Rieden (Oberpfalz) (Standort) | Vorgeschichtlicher Bestattungsplatz mit mindestens sechs Grabhügeln. | D-3-6637-0035 |      |
| Rieden (Oberpfalz) (Standort) | Vorgeschichtlicher Bestattungsplatz mit mindestens einem Grabhügel. | D-3-6637-0036 |      |
| Rieden (Oberpfalz) (Standort) | Wallanlage vor- und frühgeschichtlicher oder mittelalterlicher Zeitstellung. | D-3-6637-0037 |      |
| Rieden (Oberpfalz) (Standort) | Vorgeschichtlicher Bestattungsplatz mit mindestens 30 Grabhügeln. | D-3-6637-0038 |      |
| Rieden (Oberpfalz) (Standort) | Vorgeschichtlicher Bestattungsplatz mit mindestens vier Grabhügeln. | D-3-6637-0039 |      |
| Rieden (Oberpfalz) (Standort) | Vorgeschichtlicher Bestattungsplatz mit mehreren Grabhügeln. | D-3-6637-0041 |      |
| Rieden (Oberpfalz) (Standort) | Bronzezeitlicher Bestattungsplatz mit verebneten Grabhügeln. | D-3-6637-0042 |      |
| Rieden (Oberpfalz) (Standort) | Körpergräber des Mittelalters und Neuzeit. | D-3-6637-0043 |      |
| Rieden (Oberpfalz) (Standort) | Vor- und frühgeschichtlicher Bestattungsplatz. | D-3-6637-0045 |      |
| Rieden (Oberpfalz) (Standort) | Vorgeschichtlicher Bestattungsplatz. | D-3-6637-0046 |      |
| Rieden (Oberpfalz) (Standort) | Frühneuzeitlicher Bestattungsplatz (Sondernekropole). | D-3-6637-0047 |      |
| Rieden (Oberpfalz) (Standort) | Mesolithische Freilandstation. | D-3-6637-0060 |      |
| Rieden (Oberpfalz) (Standort) | Archäologische Befunde und Funde des Mittelalters und der frühen Neuzeit im Bereich der katholischen Wallfahrtskirche Unsere Liebe Frau in Siegenhofen, darunter die Spuren von Vorgängerbauten bzw. älteren Bauphasen.                                                           | D-3-6637-0150 |      |
| Rieden (Oberpfalz) (Standort) | Archäologische Befunde und Funde des Mittelalters und der frühen Neuzeit im Bereich der katholischen Kirche Mariä Himmelfahrt in Rieden, darunter die Spuren von Vorgängerbauten bzw. älteren Bauphasen.                                                                          | D-3-6637-0152 |      |
| Rieden (Oberpfalz) (Standort) | Archäologische Befunde und Funde des Mittelalters und der frühen Neuzeit im Bereich der katholischen Kirche St. Georg in Rieden, darunter die Spuren von Vorgängerbauten bzw. älteren Bauphasen.                                                                                  | D-3-6637-0153 |      |
| Rieden (Oberpfalz) (Standort) | Archäologische Befunde des Mittelalters und der frühen Neuzeit im Bereich der katholischen Pfarrkirche St. Michael, der Wieskirche zum Gegeißelten Heiland und der Allerseelen-Bruderschaftskapelle in Vilshofen, darunter die Spuren von Vorgängerbauten bzw. älteren Bauphasen. | D-3-6637-0165 |      |
| Rieden (Oberpfalz) (Standort) | Vorgeschichtlicher Bestattungsplatz mit mindestens fünf Grabhügeln. | D-3-6737-0032 |      |
| Rieden (Oberpfalz) (Standort) | Vorgeschichtlicher Bestattungsplatz mit mindestens zwei Grabhügeln. | D-3-6737-0037 |      |
| Rieden (Oberpfalz) (Standort) | Vorgeschichtlicher Bestattungsplatz mit mindestens vier Grabhügeln. | D-3-6737-0038 |      |
| Rieden (Oberpfalz) (Standort) | Bestattungsplatz der Hallstattzeit. | D-3-6737-0039 |      |
| Rieden (Oberpfalz) (Standort) | Bestattungsplatz vor- und frühgeschichtlicher oder mittelalterlicher Zeitstellung. | D-3-6737-0040 |      |
| Rieden (Oberpfalz) (Standort) | Archäologische Befunde des Mittelalters und der frühen Neuzeit im Bereich des ehemaligen Hammerschlosses Vilswörth, darunter die Spuren von Vorgängerbauten bzw. älterer Bauphasen und eines spätmittelalterlichen/frühneuzeitlichen Eisenhammers.                                | D-3-6737-0217 |      |